# Clube Desportivo da Póvoa

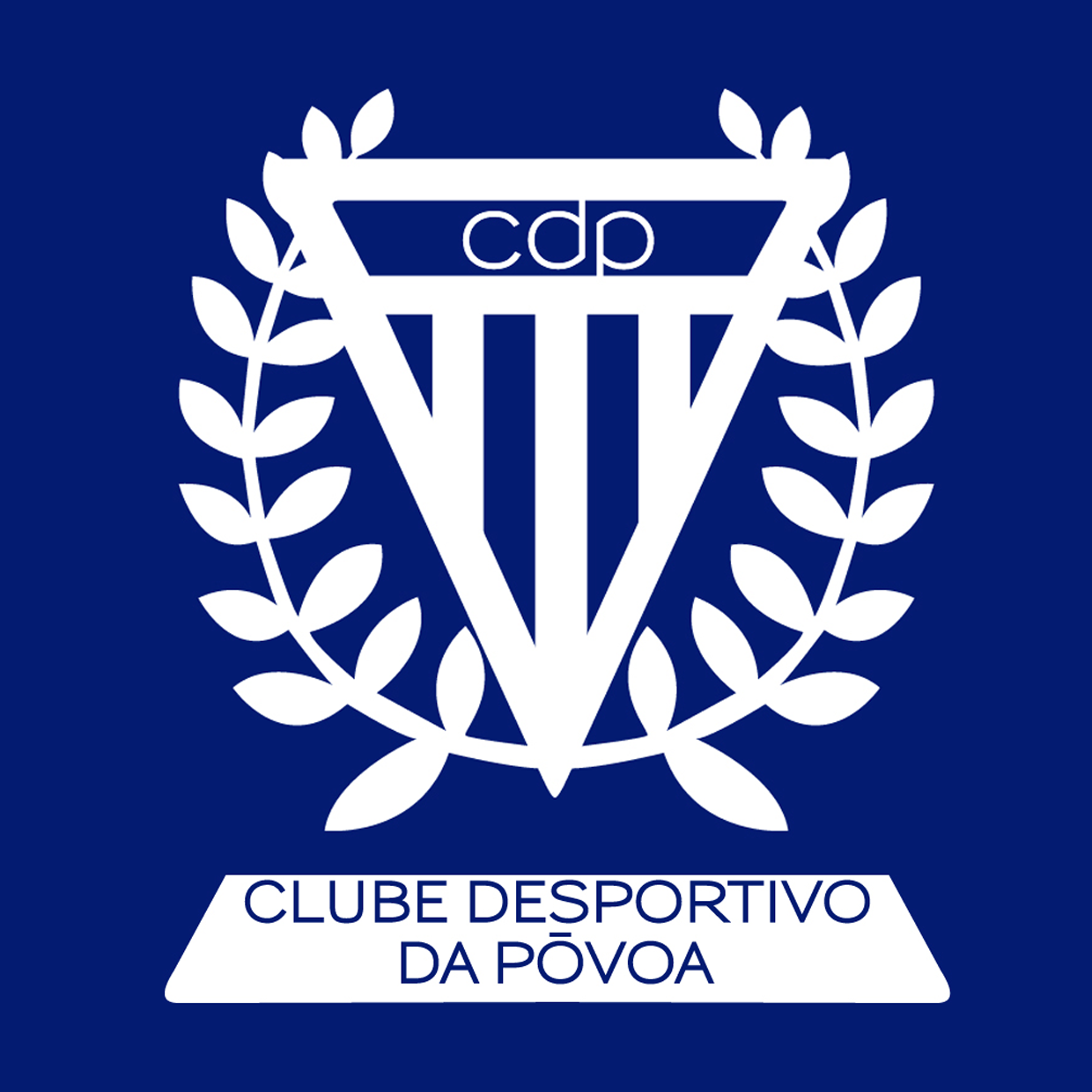
Logotipo del club.

El Clube Desportivo da Póvoa, conocido como Desportivo o por sus siglas CDP, es una club deportivo sin ánimo de lucro de la ciudad de Póvoa de Varzim, en Portugal.
El CDP fue fundado el 26 de diciembre de 1943 y agrupa a practicantes de varios deportes.
El club dispone de un complejo de piscinas en Póvoa.